# حمزه هادی محسن
حمزه هادی محسن (انگلیسی: Hamza Hadi Muhsin؛ زادهٔ ۲۰ نوامبر ۱۹۶۹) یک بازیکن فوتبال اهل عراق است.
از باشگاه‌هایی که در آن بازی کرده‌است می‌توان به نیروی هوایی عراق، الشرطه، و تیم ملی فوتبال عراق اشاره کرد.
وی همچنین در تیم ملی فوتبال Iraq بازی کرده است.